# Chloe O'Brian
Chloe O'Brian là một nhân vật hư cấu do nữ diễn viên Mary Lynn Rajskub thủ vai trong bộ phim truyền hình 24. Là một nhà phân tích tại CTU ở Los Angeles (và sau đó New York), cô ấy là đồng nghiệp đáng tin cậy nhất của Jack Bauer, cô thường làm những việc ngoài ý muốn và trái phép cho anh, thậm chí là cá nhân cho mình. Trong vai O'Brian, Rajskub đã xuất hiện trong 137 tập phim của 24, nhiều hơn bất kỳ diễn viên nào khác, ngoại trừ ngôi sao của loạt phim Kiefer Sutherland, người đã xuất hiện trong tất cả 205 tập. UGO.com gọi Chloe là mọt sách hay nhất trên truyền hình. AOL gọi cô là một trong 100 nhân vật nữ đáng nhớ nhất trên màn ảnh nhỏ.

## Tiểu sử
O'Brian là một người đặc biệt thông minh, giỏi về công nghệ. Cô dành phần lớn thời gian của mình bên máy tính, cô hiếm khi được gửi ra ngoài làm nhiệm vụ tác chiến. Tuy nhiên, cô đã chứng minh cho mọi người thấy mình thành thạo sử dụng vũ khí trong phần 4, 5 và 8. Cô làm việc rất tốt khi chịu nhiều áp lực và có rất nhiều bạn bè tại CTU và luôn tỏ ra trung thành với họ. Cô đã giúp Đặc vụ CTU Chase Edmunds chăm sóc đứa con gái của anh từ mối quan hệ trước sau khi mẹ của đứa bé bỏ đi. Cô thậm chí còn giữ bí mật dùm Chase để Kim Bauer không hề hay biết.
Cô và Milo Pressman từng hẹn hò với nhau trước khi phần 6 diễn ra. Đây là nguồn gốc cho sự thù địch giữa Milo và Morris. Vào cuối phần 6, Chloe được tiết lộ rằng cô đang mang thai với Morris.
Trong một cuộc phỏng vấn để quảng bá cho 24: Live Another Day, nam diễn viên Kiefer Sutherland tiết lộ Rajskub sẽ quay trở lại vai diễn Chloe, nhưng bóng gió rằng mối quan hệ giữa cô ấy và Jack Bauer sẽ đối địch với nhau hơn trước. Anh cũng nói thêm rằng nguyên do cho việc này là bởi liên quan đến hành động của cô trong phần 8 của 24.

## Dự án CHLOE
Dự án CHLOE là một chương trình phát triển công nghệ giám sát của Bộ An ninh Nội địa Hoa Kỳ nhằm bảo vệ máy bay từ tên lửa khủng bố. Nó được đặt theo tên của nhân vật Chloe O'Brian bởi vì 24 là chương trình yêu thích của cựu Bộ trưởng An ninh Nội địa Michael Chertoff.